# Кајак и кану на Летњим олимпијским играма 1936 — Ц-2 1.000 метара за мушкарце
Такмичење у кануу двоклеку (Ц-2) 1.000 м  на Летњим олимпијским играма 1936. одржано је 8. августа на регатној стази Берлин — Гринау. 
На такмичењу је учествовало 10 кауиста из 5 земаља који су веслали само финалну трку. 

## Освајачи медаља
|                                                      |                                           |                                   |
| Јан Брзак-Феликс · Владимир Сироватка · Чехословачка | Руперт Вајнштабл · Karl Proisl · Аустрија | Френк Сејкер Харви Чартерс Канада |

## Резултати

### Финале
| Пласман | Атлетичар                           | Земља        | Резултат |
| ------- | ----------------------------------- | ------------ | -------- |
|         | Јан Брзак-Феликс Владимир Сироватка | Чехословачка | 4:50,1   |
|         | Руперт Вајнштабл Karl Proisl        | Аустрија     | 4:53,8   |
|         | Френк Сејкер Харви Чартерс          | Канада       | 4:56,7   |
| 4.      | Ханс Ведеман Хајнрих Сак            | Немачка      | 5:00,2   |
| 5.      | Кларенс McNutt Роберт Граф          | САД          | 5,14,0   |